# Montredon-des-Corbières
Montredon-des-Corbières é uma comuna francesa na região administrativa de Occitânia, no departamento de Aude. Estende-se por uma área de 17,15 km². Em 2010 a comuna tinha 1 490 habitantes (densidade: 86,9 hab./km²).